# Outlandish

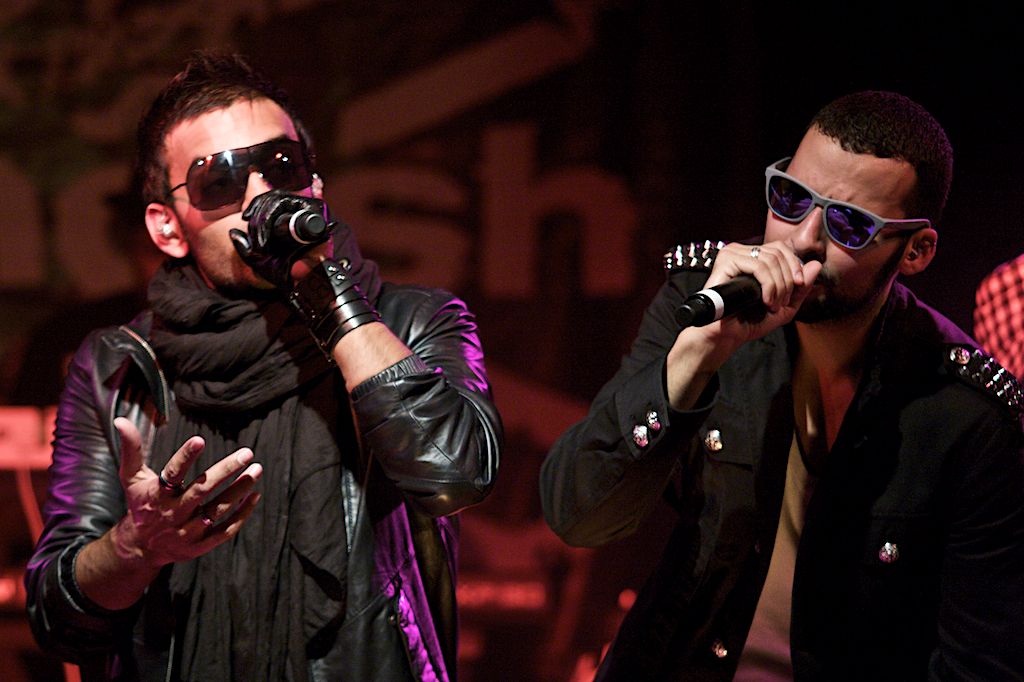
Outlandish, 2009.

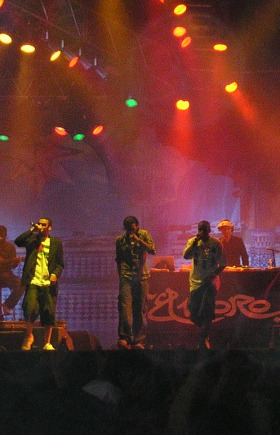
Outlandish à Festival de Roskilde 2005.

Outlandish es un grupo de hip hop europeo con base en Dinamarca. Fue formado en 1997 por Isam Bachiri (danés de origen marroquí), Waqas Ali Qadri (danés de origen pakistaní) y Lenny Martínez (de Honduras). Los tres miembros son muy religiosos, siendo Isam y Waqas devotos del Islam y Lenny católico.

## Historia
Su música R&B/Rap/Soul toma influencia de sus diferentes orígenes (Árabe, Pakistaní, y música latina), y aunque sus canciones son principalmente en inglés, usualmente contienen letras en español, danés, urdu y árabe. Todas estas influencias hacen de la música de Outlandish algo único.
Su sencillo "Pacific To Pacific" estaba relacionado con un evento de caridad de Amnistía Internacional. Después vino el sencillo "Saturday Night", una canción que luego fue incluida en la banda sonora de la película danesa Pizza King. Estos sencillos fueron el preludio de su primer álbum Outland´s Official (2000) el cual, sin embargo, solo fue lanzado en Dinamarca. La canción "Walou" fue luego incluida en su segundo álbum Bread and Barrels of Water.
Los sencillos de su aún más exitoso segundo álbum Bread And Barrels Of Water (2003) tuvieron el mayor impacto en las listas de música. Los sencillos de éxito incluyeron "Aicha" que fue número uno en EE. UU. y Alemania. El vídeo de "Aicha" también ganó un premio al mejor vídeo musical. "Guantanamo" también causó gran impresión en las listas europeas.
Closer than Veins (2005) es el tercer álbum de Outlandish. El primer sencillo fue "Look Into My Eyes". Las letras de la canción están basadas en un poema expresando la grave situación de aquellos que están sufriendo por la política exterior de Estados Unidos e Israel con respecto a Palestina. Este álbum mostró su cara más madura y religiosa comparado con sus trabajos anteriores. El álbum también contiene una pista ("I've Seen") con Sami Yusuf (un popular músico Islámico). Outlandish ha contribuido recientemente en una pista del último álbum de Sami Yusuf –My Ummah (2005)– llamado "Try Not To Cry".
Otros músicos daneses contemporáneos que han colaborado ocasionalmente con Outlandish son Majid y Burhan G.
También realizaron un cover del músico argentino León Gieco, "Sólo le pido a Dios".

## Discografía

### Álbumes
- Outland's Official - (2000)
- Bread And Barrels Of Water - (2002)
- Beats, Rhymes & Life - (2004) - Collaborative álbum with many artists including The Fugees, Nusrat Fateh Ali Khan & Junoon
- Closer Than Veins - (2005)
- Sound Of A Rebel - (2009)

### Sencillos
- "Belly Dance"
- "Man Binder Os Paa Mund Og Haand"
- "Pacific To Pacific" - in connection with an Amnesty International
- "Saturday Night"

### Sencillos de álbumes

#### Outland's Official(2000)
- "Intro"
- "Mano A Mano" (feat. Majid)
- "Wherever"
- "The Bond Between Us"
- "Come On"
- "CPH Moro" (feat. Majid & Creative)
- "Love Joint"
- "Stick ´Em Up"
- "ILL Kebab"
- "Renovadores" (feat. Majid, Acorn & Jokeren)
- "Heads To The Sky"

#### Bread & Barrels of Water(2003)
- "Introduction"
- "Guantanamo" - # 1 DK Video
- "Peelo"
- "Walou"Video
- "Aicha" # 1 USA, GERVideo
- "Gritty"
- "Interlude"
- "If Only"
- "Fatima’s Hand" (feat. Majid)
- "El Moro" (feat. Majid)
- "Eyes Never Dry"
- "A Donkey Named Cheetah" (feat. Majid)
- "Dirty Dirty East"
- "Life is A Loom"

#### Beats, Rhymes & Life(2004) (collaborative album)
- "Walou (Rishi Rich Remix)" (Outlandish)
- "Vocab" (The Fugees)
- "Respect" (Alliance Ethnik feat. Vinia Mojica)
- "Past, Present, Future" (Majid)
- "Chan Chan" (Company Segundo)
- "Ya Rayah" (Rachid Taha)
- "Sohniye" (Juggy D)
- "Dil Se/ Satrangi Re" (Sonu Nigam & Kavita Krishnamurthy)
- "Aicha (Proper Pak Remix)" (Outlandish)
- "We Are" (DJ Jazzy Jeff feat. Cy Young & Raheem)
- "Inshallah" (Goodie Mob)
- "Min Tid" (Petter Alexis)
- "Quien Me Tienda La Mano Al Pas" (Pablo Milanes)
- "La Maza" (silvio Rodríguez)
- "Sweet Pain" (Nusrat Fateh Ali Khan')
- "Ghoom" (Junoon)

#### Closer Than Veins(2005)
- "Introspective"
- "Any Given Time"
- "Look Into my Eyes" Video
- "Just Me"
- "Kom Igen" (feat. U$O, ADL & Salah Edin)Video
- "Nothing Left to do"
- "Beyond Words" (feat. Burhan G)
- "Words Stuck to Heart"
- "Reggada" (feat. Taibi & Dany Raï)
- "Callin’ U"
- "Sakeena"
- "I’ve Seen" (feat. Sami Yusuf)
- "Una Palabra" (feat. Majid)
- "I Only Ask God" (traducción en inglés de "Sólo le pido a Dios")(León Gieco)
- "Appreciation"

#### Sound Of A Rebel(2009)
- "Rock All Day"
- "Feels Like Saving The World"
- "Levanta" (feat. Mala Rodríguez)
- "Keep The Record On Play"
- "Always Remember"
- "The Emperor´s New Beat"
- "Let Off Some Steam"
- "Amen"
- "Someday"
- "Dale Duro"
- "Crash n´ Burn"
- "Sound Of A Rebel"

#### Warrior // Worrier(2012)
- "Gypsy Cab"
- "Warrior // Worrier"
- "Barrio"
- "Sky Is Ours"
- "Better Days"
- "The Start"
- "Ready To Love"
- "Breathin' Under Water"
- "A Mind Full Of Whispers"
- "Into The Night"
- "Gangsta Like Crazy"
- "Dreamin' & Streamin'"
- "TriumF"

### Vídeos musicales
- "Aicha"Video
- "Walou"Video
- "Guantanamo" Video
- "Look Into my Eyes" Video
- "Kom Igen"Video'
- "I Only Ask Of God (solo le pido a Dios)" Video
- "Callin U" Video
- "Feels Like Saving The World" Video
- "Rock All Day" Video